# José Castro Álvarez
José Castro Álvarez (Puenteareas, Pontevedra, 28 de septiembre de 1932) es un político español de Alianza Popular y, tras la desaparición de ésta, del Partido Popular, cuya trayectoria política ha discurrido fundamentalmente en el ámbito de Galicia.

## Biografía
Nombrado alcalde de Puenteareas (Pontevedra) en 1968, durante la dictadura franquista, con la llegada de la democracia representativa entró en Alianza Popular y fue diputado en el Congreso de los Diputados (1979-1982), senador (1993-1997) y primer presidente de la Federación Galega de Municipios e Provincias (1989-1992).
En Alianza Popular ganó por mayoría con frases históricas como <<Ponteareas, camino de ser ciudad>> o >>Con Castro, Ponteareas imparable>>.
En 1998 el Tribunal Supremo lo condenó a 3 años de prisión por falsedad documental, siendo expulsado del Partido Popular. En ese momento fundó su propio partido Unión Condado-Paradanta (UCPA) partido con el que volvió a ganar en las urnas. Se mantuvo en la alcaldía hasta julio de 2000 mientras recurría la sentencia, y su inhabilitación como alcalde no le supuso la salida de la política. El 15 de septiembre del 2000 se le nombraba concejal de Urbanismo y de Economía y Hacienda, así como de portavoz de su grupo, mientras su hija, María Nava Castro Domínguez, con 31 años, se convertía en la nueva alcaldesa del Ayuntamiento de Ponteareas.
En las elecciones municipales de 2003 se seguía presentando a la candidatura su hija, María Nava Castro Domínguez. 
En 2001 la Audiencia Provincial de Pontevedra lo condenó por un delito continuado de prevaricación.
En 2023, en las elecciones municipales de Puenteareas, aparece de nuevo en el escenario político representando al Partido Popular como décimo suplente en la candidatura de su hija María Nava Castro Domínguez.